# Elezioni parlamentari in Albania del 1992
Le elezioni parlamentari in Albania del 1992 si tennero il 22 marzo per il rinnovo dell'Assemblea di Albania. In seguito all'esito elettorale, Aleksandër Meksi, espressione del Partito Democratico d'Albania, divenne Primo ministro; Sali Berisha, espressione del medesimo partito, fu invece eletto Presidente della Repubblica.

## Risultati
| Liste                                   | Voti      | %     | Seggi |
| --------------------------------------- | --------- | ----- | ----- |
| Partito Democratico d'Albania           | 1 046 193 | 57,29 | 92    |
| Partito Socialista d'Albania            | 433 602   | 23,74 | 38    |
| Partito Socialdemocratico d'Albania     | 73 820    | 4,04  | 7     |
| Partito Repubblicano d'Albania          | 52 477    | 2,87  | 1     |
| Partito dell'Unione per i Diritti Umani | 48 923    | 2,68  | 2     |
| Altri                                   | 161 127   | 8,82  | –     |
| Totale                                  | 1 826 142 | 100   | 140   |